# Kernhausfäule

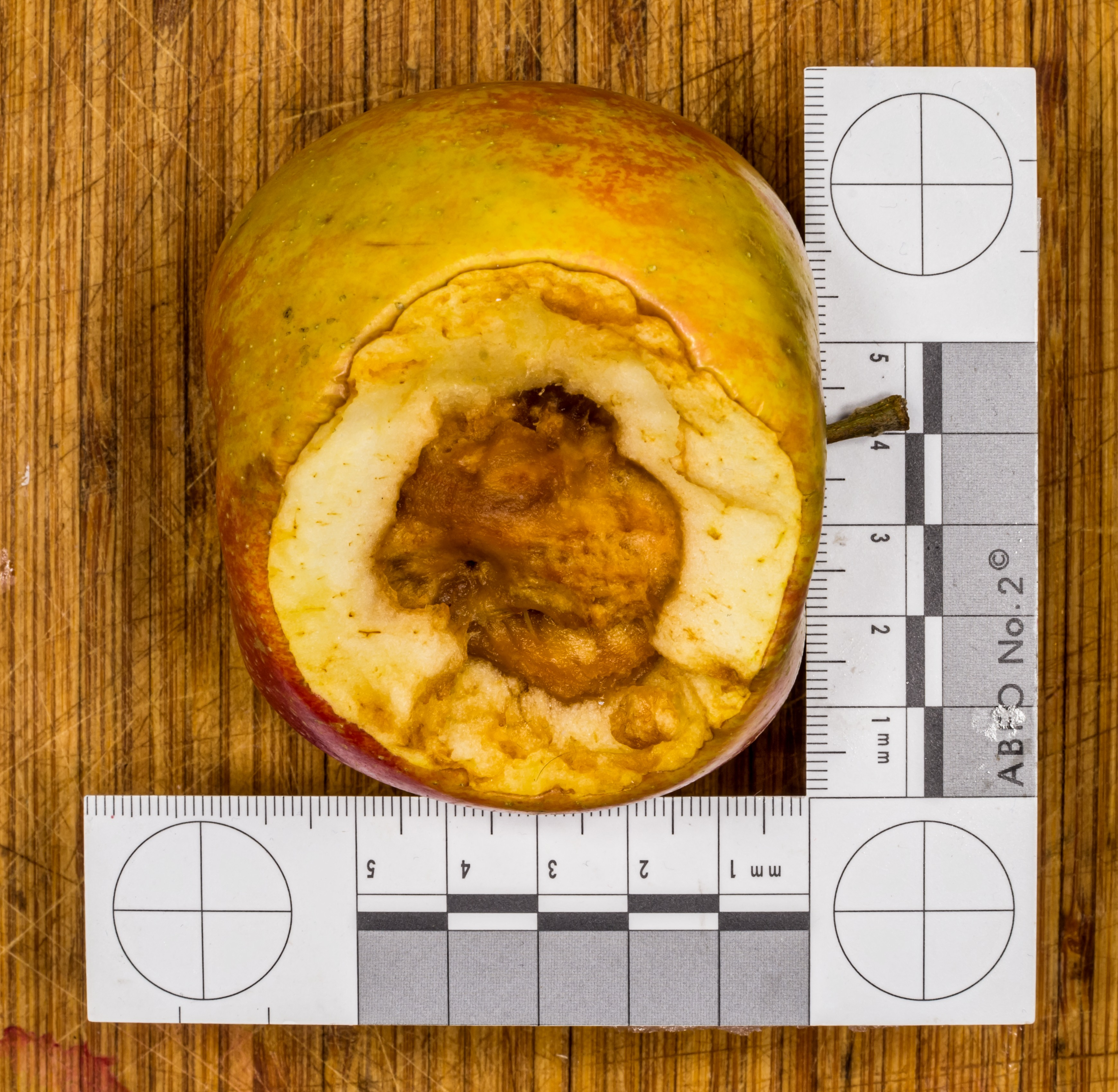
Ganze Frucht

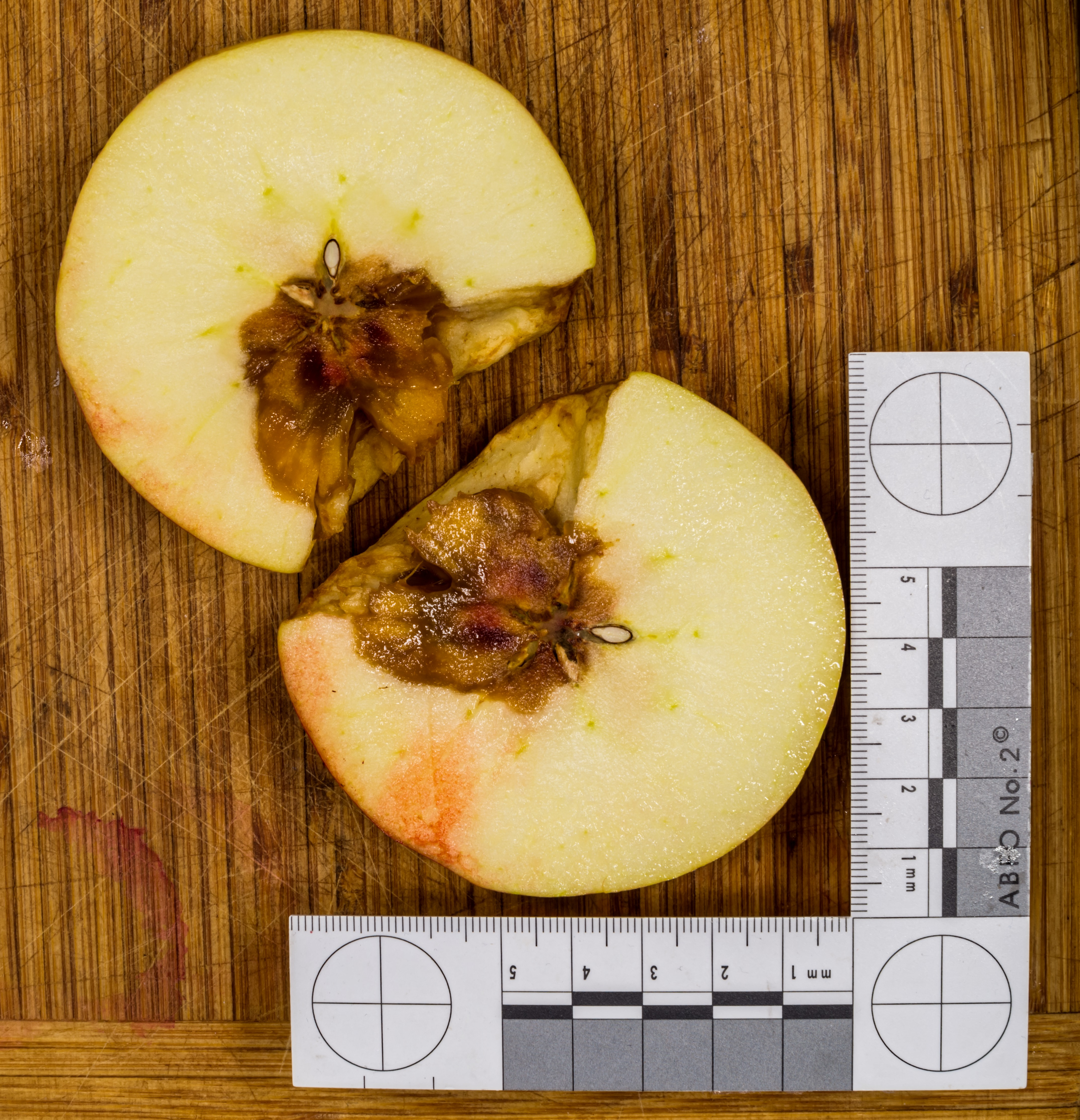
Querschnitt

Kernhausfäule ist eine Krankheit bei Äpfeln, die Früchte erscheinen von außen vollkommen gesund, in späten Stadien sind an der Kelch- oder Stielgrube Faulstellen sichtbar.
Anfänglich ist die Pilzinfektion auf das Kerngehäuse beschränkt und durchzieht dieses mit einem weißen Flaum, dem Myzel. Erst später breitet es sich auf das Fruchtfleisch aus. Die Ursache sind mehrere Pilzarten, einer der Hauptverursacher ist der Pilz Fusarium avenaceum.   Die Infektion kann fast zu jedem Zeitpunkt beginnend bei der Blüte erfolgen. Das Auftreten ist auch von der Witterung abhängig, in niederschlagsreichen Jahren ist die Infektionsrate höher.